# Julius Merz

Julius Merz

Johann Julius Merz (* 28. Dezember 1903 in Laer; † gerichtlich für tot erklärt zum 18. März 1945) war ein deutscher Politiker (NSDAP).

## Leben und Wirken
Nach dem Besuch der Volksschule absolvierte Julius Merz eine dreijährige kaufmännische Lehre. Von 1921 bis 1923 verdiente er seinen Lebensunterhalt als kaufmännischer Angestellter, dann vom 2. Mai 1933 bis zum 30. Juni 1935 als Schriftleiter.
1924 war Merz Angehöriger einer völkischen Wehrformation im Ruhrgebiet. Zum 1. Juli 1925 trat er in die NSDAP ein (Mitgliedsnummer 16.068). Im selben Jahr trat er in die Sturmabteilung (SA) ein, in der er 1930 zum Obersturmbannführer ernannt wurde. Seit 1930 fungierte er als Kreis- und Gauredner der NSDAP. 1931 übernahm er außerdem die Stellung eines stellvertretenden Gaubetriebszellenobmanns.

### NS-Zeit
Wenige Wochen nach dem Machtantritt der Nationalsozialisten im Frühjahr 1933 wurde Merz am 2. Mai 1933 zum Schriftleiter im Presseamt der Deutschen Arbeitsfront (DAF) in Berlin ernannt. Im Oktober 1933 wurde er mit den Aufgaben des Schriftleiters und Pressewartes der RGB Bergbau in Bochum betraut. Diese Stellung behielt er bis zum 30. Juni 1935 bei.
Nachdem er bereits im Oktober 1934 zum stellvertretenden Gauobmann der DAF im NSDAP-Gau Westfalen-Süd ernannt worden war, übernahm er  im Juli 1935 die Stellung des Gauobmanns/Gauwalters der DAF in Schlesien. Ab 1940 übernahm Merz den Posten des Leiters der Arbeitskammer Schlesien.
Bei der Reichstagswahl vom März 1936 wurde Merz in den nationalsozialistischen Reichstag gewählt. In diesem vertrat er anschließend knapp neun Jahre lang, vom 29. März 1936 bis zum Ende der NS-Herrschaft im Frühjahr 1945, als Abgeordneter den Wahlkreis 7 (Breslau).
Merz, der ursprünglich evangelisch war, bekannte sich seit Ende der 1930er Jahre gemäß einem verbreiteten Trend der Zeit dazu, gottgläubig zu sein.
Merz starb wahrscheinlich bei Kampfhandlungen in der Schlussphase des Zweiten Weltkriegs. Nach dem Krieg wurde er auf Antrag seiner Ehefrau durch Beschluss des Amtsgerichts Herne vom 25. Februar 1947 (rechtskräftig seit dem 27. Mai 1947) amtlich für tot erklärt, wobei offiziell der 18. März 1945 als Todestag festgestellt wurde.

## Ehe und Familie
Merz heiratete 1934 in Bochum Hildegard Karoline Köster (* 8. Oktober 1912; † 30. Juni 1998 in Herne). Aus der Ehe gingen zwei Söhne hervor.